# قناة الثقافية (المغرب)
الثقافية أو الرابعة هي قناة فضائية تعليمية مغربية، تم إطلاقها بتاريخ 28 فبراير 2005 كأول قناة مغربية ذات توجه تعليمي، وتبث برامجها باللغات العربية والفرنسية بالإضافة إلى اللغة الأمازيغية. تبث القناة برامجها فضائيا على القمر الصناعي هوت بيرد والنايل سات، أما أرضيا فالقناة متوفرة على جهاز تي-ان-تي وعلى التلفزة عبر خيط الإنترنت التي توفرها اتصالات المغرب.

## التعليم عن بعد
في مارس 2020، بعد الإعلان عن إيقاف الدراسة في المغرب مؤقتا بجميع المؤسسات التعليمية كإجراء وقائي للحد من انتشار وباء كورونا، أعلنت وزارة التربية الوطنية والتكوين المهني والتعليم العالي والبحث العلمي عن الشروع في بث الدروس التعليمية المصورة على قناة الرابعة.